# Vescomtat de Maremne
El vescomtat de Maremne fou una jurisdicció feudal de Gascunya a França, la capital del qual fou Tòssa. Va sorgir per divisió del Ducat de Gascunya. A la mort de Sanç IV un suposat fill seu, Esi, va rebre territoris, que va traspassar al seu fill Aner I. Aquest els va repartir entre els seus fills Llop I (que el 1009 apareix com a vescomte de Marsan) i Sanç, que va rebre Maremne i encara era viu el 1025. El següent vescomte fou el seu fill Rabí, que fou abat de La Reule, mort vers el 1030 deixant l'herència al seu fill Sanç II, mort passat el 1040, succeint-lo el seu fill Bornem I. Aquest va morir vers el 1082 sense deixar fills i l'herència va recaure en el seu oncle Guillem I, que no se sap quant va morir però no va tenir fills, i el 1090 ja era vescomtessa sa germana Ricsenda, casada amb un senyor de nom Llop Fort, del que va néixer el successor Guillem II que no se sap quan va morir; el fill de Guillem, Llop I, fou el següent vescomte, però no va deixar més que una filla i hereva, Comtessa, el marit de la qual no se sap qui va ser; van tenir un fill de nom Navar I, mort després del 1168, que inicia una nova dinastia vescomtal continuada amb el seu fill Robert I, mort després de 1185, que es va perllongar fins al 1263 quan el vescomtat fou confiscat pel rei i donat a Amanieu d'Albret, quedant unit a aquesta casa.

## Llista de vescomtes
- Esi I 977-993
- Aner I c. 993-1009
- Sanç I (primer vescomte de Maremne) c. 1009-1030
- Sanç II c. 1030-1040
- Bornem I c. 1040-1082
- Guillem I 1082-?
- Ricsenda ?-1090
- Guillem II 1090-?
- Llop I ?-1122
- Comtessa 1122-1167/1168
- Navar I 1167/1168-?
- Robert I 1168-1185
- Altres vescomtes 1185-1263
- confiscat pel rei 1263
- Amanieu I (VII d'Albret) 1263-1270[2]
- Bernat Esi I (III d'Albret) 1270-1281
- Mata d'Albret, vescomtessa 1281-1295
- Isabel d'Albret, vescomtessa 1295-1298
- Amanieu II (VIII d'Albret) 1298-1324
- Bernat Esi II (IV d'Albret) 1324-1358
- Arnau Amanieu I 1358-1401
- Carles I d'Albret 1401-1415
- Carles II d'Albret 1415-1471
- Joan I d'Albret (associat, mort abans de 1471) també conegut com a Joan I vescomte de Tartas
- Alan I d'Albret el gran 1471-1522
- Joan II d'Albret (associat, + 1512)
- Enric I d'Albret 1522-1555 (Rei de Navarra com Enric II)
- Joana I d'Albret 1555-1572 (Reina de Navarra com Joana III)
- Enric II de França 1572 (net de Joana I d'Albret i rei III de Navarra, rei de França)
- 1589 a la corona francesa